# Pazo de Mariñán
El pazo de Mariñán es un pazo del siglo XVIII, que se encuentra en el lugar de Mariñán, en el municipio coruñés de Bergondo (Galicia, España). Fue declarado conjunto histórico-artístico en 1972.

## Descripción

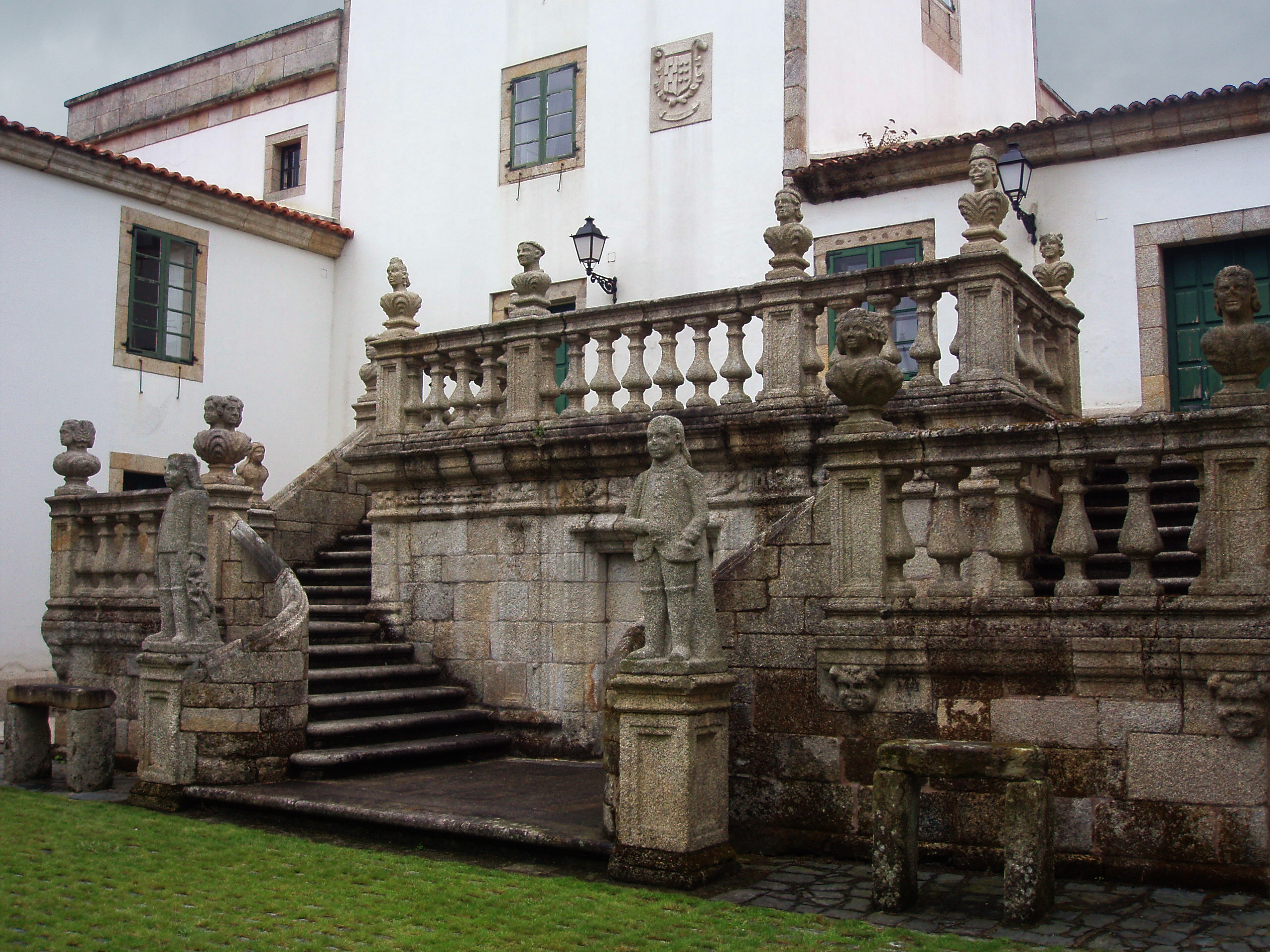
Escalinata en el interior del patio del pazo.

Está situado a 25 km de la ciudad de La Coruña, en el margen izquierdo del río Mandeo, muy próximo a poblaciones históricas como Betanzos y Puentedeume. Presenta elementos barrocos en su arquitectónico y en su jardín de estilo francés. En sus fachadas se encuentran escudos familiares con los armoriales de las familias fundadoras: Romay, Bermudez de Castro, Suarez de Deza.[cita requerida]
Tiene su origen en el siglo XV. Gómez Pérez das Mariñas, noble de la corte de Juan II de Castilla, mandó construir una defensa. Inicialmente era conocido como "Pazo de Bergondo". Gómez Pérez das Mariñas participó activamente en la Gran Guerra Irmandiña (1467-1469).
Se fue heredando de padres a hijos hasta llegar a manos de Gerardo Bermúdez de Castro y Suárez de Deza, señor de Láncara. Un antepasado suyo fue Luís de Pimentel e Soutomaior, que intentó asesinar a su mujer, Inés de Ribadeneira, en las dependencias del pazo.
Al morir Gerardo Bermúdez de Castro en 1936 sin descendencia, el pazo quedó legado a la Diputación de La Coruña para fines sociales. Al ser su último propietario el "Señor de Láncara", el pazo fue conocido por sus contemporáneos como "Pazo de Láncara", siendo así recordado por los vecinos de más edad.